# Los Gatos
Los Gatos ist eine Stadt im Santa Clara County im US-Bundesstaat Kalifornien mit 33.529 Einwohnern (Stand: 2020). Das Stadtgebiet umfasst eine Fläche von 28,903 Quadratkilometern. Los Gatos liegt etwa 15 Kilometer Luftlinie südlich der Großstadt San José, mit der es mehrere Straßen verbinden.

## Geschichte
Die Stadt wurde im Jahr 1850 gegründet als „Katzenstadt“ (spanisch Los Gatos ‚die Katzen‘). Sie verdankt ihren Namen den Wildkatzen, welche früher in dieser Region heimisch waren. Vor Beginn des Zweiten Weltkrieges war Los Gatos ein Obstanbaugebiet. Die Softwareunternehmen Audible Magic und Cryptic Studios sowie der Streaming-Anbieter Netflix haben ihren Hauptsitz in Los Gatos.

## Demographie
Die Volkszählung 2010 ergab eine Bevölkerungsanzahl von 29.413. Damit wuchs die Einwohnerzahl im Vergleich zum Jahr 2000 leicht, als noch knapp 28.600 Menschen in der Stadt lebten. Die ethnische Verteilung der Bevölkerung ergab, dass eine Mehrheit von 81 Prozent Weiße waren. Der Anteil der Hispanics (Latinos) lag bei rund sieben Prozent, was im kalifornischen Vergleich gering ist. Afroamerikaner und asiatischstämmige Bürger waren nach der Volkszählung Minderheiten mit einem jeweiligen Anteil von etwa einem Prozent. Die Zahl der Haushalte lag bei 12.355. Auf 100 Frauen kamen demnach 92 Männer.

## Besondere Sehenswürdigkeiten
- Kunstgeschichtliches Museum; viele Künstler, organisiert in der Los Gatos Art Association
- Altstadt im viktorianischen Stil

## Persönlichkeiten der Stadt
- Rollo Beck (1870–1950), Tiersammler und Ornithologe
- Ross Macdonald (1915–1983), Schriftsteller und Dozent
- Bill Atkinson (1951–2025), Programmierer und Naturfotograf
- Emily Carter (* 1960), Chemikerin, Ingenieurin und angewandte Mathematikerin
- Jason Chaffetz (* 1967), Politiker, Vertreter von Utah im US-Repräsentantenhaus
- Mike Penberthy (* 1974), Basketballspieler
- Ryan Nyquist (* 1979), BMX-Fahrer
- Jackson Stewart (* 1980), Radrennfahrer
- A. J. Allmendinger (* 1981), Automobilrennfahrer
- Kendra Zanotto (* 1981), Synchronschwimmerin
- Kevin Frandsen (* 1982), Baseballspieler
- Trent Edwards (* 1983), American-Football-Spieler
- Andy Levitre (* 1986), Footballspieler
- Alex Arleo (* 1987), Schauspieler
- Bianca Henninger (* 1990), Fußballtorhüterin
- Lindsay Dowd (* 1991), Volleyballspielerin
- Alina Garciamendez (* 1991), Fußballspielerin
- Neil Alberico (* 1992), Automobilrennfahrer